# Spillets regler (film fra 2008)
 For alternative betydninger, se Spillets regler. (Se også artikler, som begynder med Spillets regler)
Spillets regler er en dansk spillefilm fra 2008 instrueret af Christian Dyekjær med Peter Gantzler i hovedrollen.

## Handling
En lektor i psykologi beslutter sig for at søge stillingen som professor, men får uventet konkurrence, da hans gamle studiekammerat pludselig vender hjem fra USA. Han opdager, at han er villig til at gå langt - måske også for langt - for at få jobbet …

## Medvirkende
- Peter Gantzler
- Henrik Prip
- Stine Stengade
- Niels Weyde
- Signe Vaupel
- Morten Aaskov Hemmingsen
- Tina Gylling